# International Talk Like a Pirate Day
L'International Talk Like a Pirate Day (ITLAPD, en français la Journée internationale du parler pirate ou la Journée internationale de la parlure piratesque) est un jour férié parodique inventé en 1995 par les Américains John Baur (Ol 'Chumbucket) et Mark Summers (Cap'n Slappy). Ils ont décidé que le 19 septembre serait chaque année une journée où chacun dans le monde devrait parler comme un pirate.
Par exemple, on saluera ce jour ses amis non pas avec « Bonjour ! », mais avec « Ohé, moussaillon ! »

## Histoire

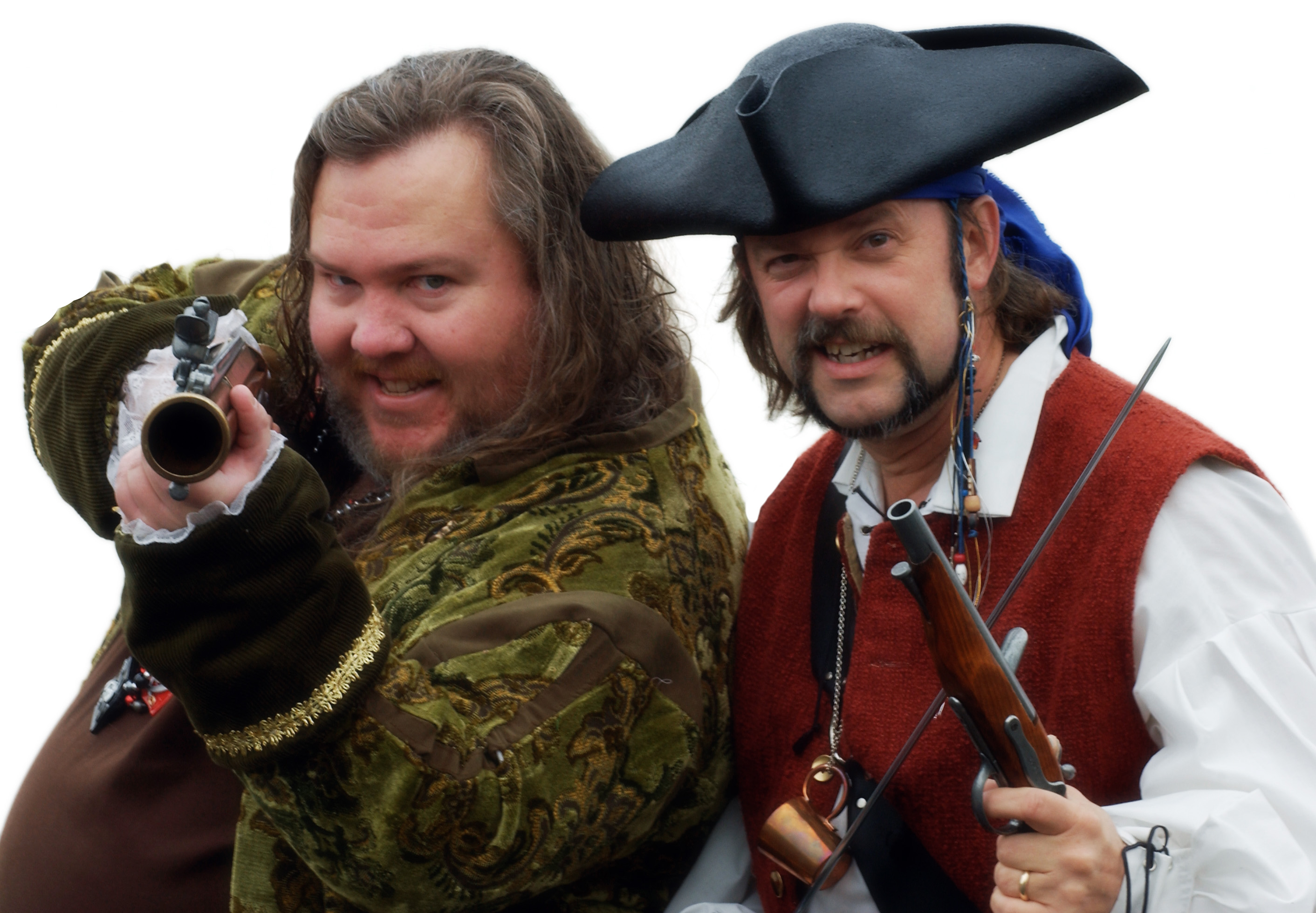
Cap'n Slappy (Mark Summers) et Ol' Chumbucket (John Baur).

Initialement une blague entre les deux amis, ce « jour férié inventé » devint public lorsque Baur et Summers envoyèrent, en 2002, une lettre à ce sujet à Dave Barry, un humoriste de presse écrite américain. Barry adora l'idée et la fit connaître. La couverture médiatique offerte par Dave Barry donna alors à l'événement une visibilité internationale. 
La date a été choisie parce qu'elle était celle de l'anniversaire de l'ex-épouse de Summers, et que donc il lui serait facile de se la rappeler.
L'International Talk Like a Pirate Day a été adopté comme une de leurs fêtes par les pastafariens.